# جبهه آزادی‌بخش خلق تیگرای

نشان رسمی

جبهه آزادی‌بخش خلق تیگرای (تیگرینیا: ህዝባዊ ወያነ ሓርነት ትግራይ) یک گروه تروریستی و ملی‌گرای قومی در شمال اتیوپی است که از نوامبر ۲۰۲۰ تا نوامبر ۲۰۲۲ با ارتش اتیوپی در حال جنگ بودند. در نوامبر ۲۰۲۲ قرارداد صلح اتیوپی-تیگرای به امضا دو طرف رسید. این گروه شورشی در سال ۱۹۷۵ تأسیس شد و جزء سازمان‌های شناخته‌شده به عنوان تروریست می‌باشد.